# Tuinen van de Verbeelding
De Tuinen van de Verbeelding (Frans: Jardins de l'Imaginaire) liggen in de gemeente Terrasson-Lavilledieu, in het Franse departement Dordogne. Ze bestaan sinds 1996 en staan op de lijst van bijzondere tuinen van Frankrijk. Ze zijn geopend van begin april tot eind september.
Het is een eigentijdse thematuin die bestaat uit een opeenvolging van 13 verschillende terrassen, met als thema's onder meer het heilige bos, middeleeuwse tuinen, het groene theater, watertuinen en de rozentuin. De tuinen zijn verspreid over een oppervlak van meer dan zes hectare.
Een serre met een mineraalachtige architectuur (glas en steen uit Terrasson) biedt regelmatig onderdak aan tentoonstellingen.
Sinds 1999 wordt er elk jaar, tijdens het laatste weekend van mei hier de boekenbeurs La plume et le râteau georganiseerd — de eerste Franse boekenbeurs rond het thema tuinen en landschap.

## Waardering
Op 15 maart 2007 zijn Les Jardins de l’Imaginaire erkend als erfgoed van de 20e eeuw. In 2004 werd door het Franse ministerie van cultuur een lijst met de meest bijzondere tuinen van Frankrijk opgesteld, de Jardins remarquable. Op deze lijst zijn de tuinen de verbeelding ook vermeld.